# Julio Lores
Julio Lores (15 de setembre de 1908 - 15 de juliol de 1947) fou un futbolista peruà.
Va formar part de l'equip peruà a la Copa del Món de 1930. Més tard marxà a Mèxic on jugà a Necaxa i també fou internacional.